# Попеаса (Долж)
Попеаса (рум. Popeasa) насеље је у Румунији у округу Долж у општини Гојешти. Oпштина се налази на надморској висини од 157 m.

## Становништво
Према подацима из 2002. године у насељу је живело 169 становника, од којих су сви румунске националности.